# Marcha (cantante)
Marcha, nacida Marga Groeneveld, (Lattrop, Overijssel, 2 de julio de 1956), también conocida como Marga Bult, es una cantante y presentadora de televisión holandesa, que ha sido miembro de los grupos "Tulip", "Babe" y "Dutch Divas" y también es conocida por su participación en el Festival de la Canción de Eurovisión 1987.

## Tulip y Babe
En 1979, Marcha junto a Marianne Wolsink antigua componente de Teach-In formó el dúo Tulip. Solo habían lanzado sencillos, cuando en 1981, Marcha fue elegida de entre casi 200 candidatas para reemplazar a Gemma van Eck que era la líder del grupo Babe, que desde 1973 era un grupo de éxito en los Países Bajos. Conocida como Marga Bult durante este periodo, grabó dos álbumes y 14 sencillos con Babe, e hizo giras por Europa y Asia, antes de que el grupo se disolviese en junio de 1986.

## Festival de Eurovisión
En 1987, Marcha fue elegida por la cadena NOS para ser la reprensentante de los Países Bajos en el Festival de Eurovisión, en una selección celebrada en La Haya el 25 de marzo se eligió entre seis canciones a "Rechtop in de wind" ("Levantado por el viento") como la canción que Marcha defendería en el Festival. En el Festival de la Canción de Eurovisión 1987 celebrado el 9 de abril en Bruselas, "Rechtop in de wind" finalizó con 83 puntos en la quinta plaza entre 22 países. La actuación de Marcha es recordad por los fanes de Eurovisión por su vestido con las típicas hombreras años 80 y su gran cabellera.

## Carrera posterior

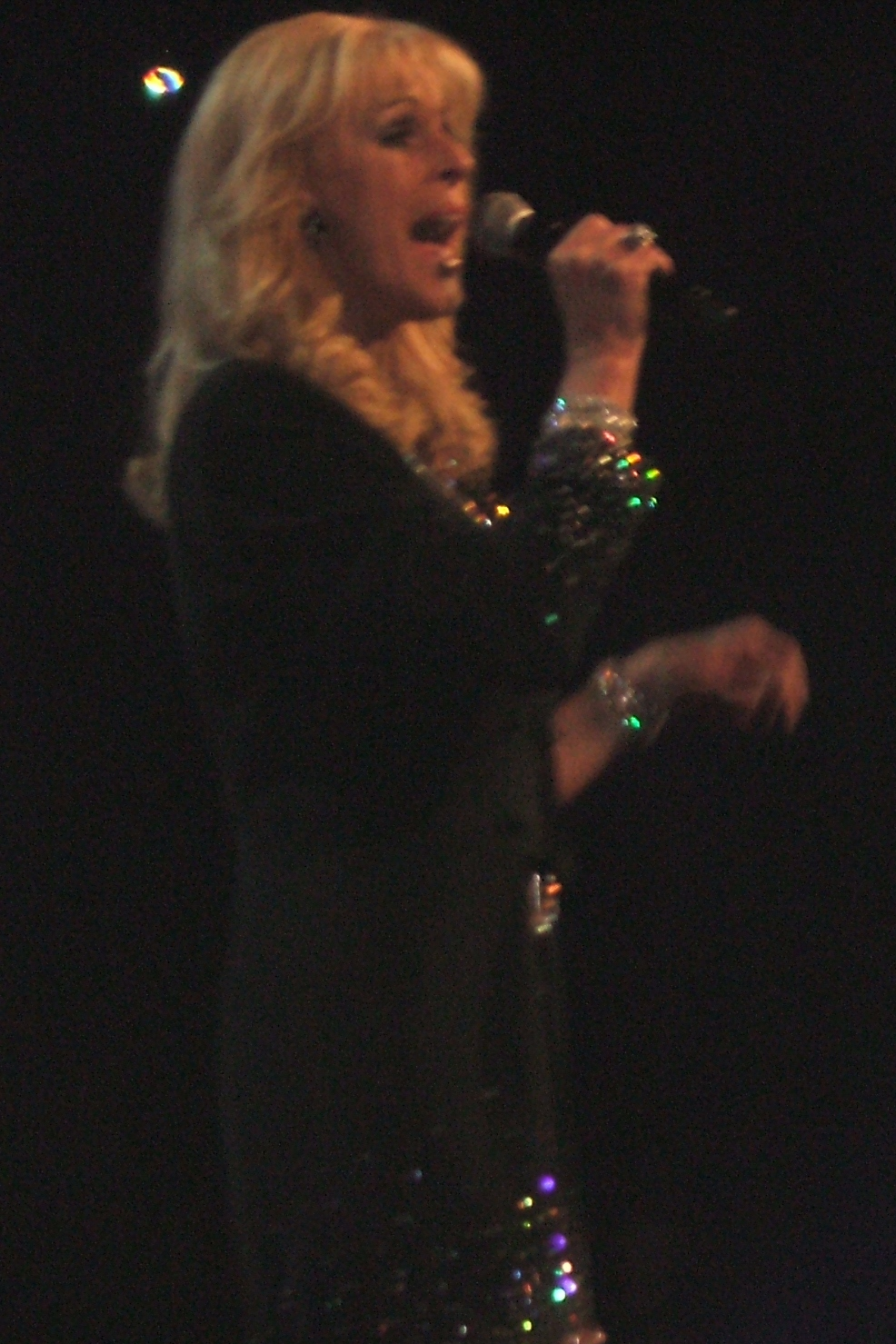
Marga Bult en 2011.

En los años 1990 Marcha se dedicó a presentar programas en canales de los Países Bajos. En 2000, junto a otras dos veteranas holandesas de Eurovisión Maggie MacNeal y Sandra Reemer formaron el grupo Dutch Divas, que rápidamente se hicieron populares, especialmente entre la comunidad gay holandesa. Reemer abandonó el grupo en 2005 y fue fugazmente reemplazada por otra antigua cantante de Eurovisión, Justine Pelmelay, que estuvo en el grupo un año, desde entonces Marcha y MacNeal han continuado como dúo.

En 2010 todavía actúa en solitario. Junto a sus actuaciones también es presentadora en programas de la cadena RTV Oost.